# 尼埃勒
尼埃勒（法語：Nuelles，法語發音：[nɥɛl]）是法国罗讷省的一个旧市镇，属于索恩河畔自由城区。2013年，尼埃勒与市镇圣日耳曼-叙拉尔布雷勒合并为新市镇圣日耳曼-尼埃勒。

## 地理
尼埃勒（45°50'55"N, 4°37'34"E）面积2.02 平方千米，位于法国奥弗涅-罗讷-阿尔卑斯大区罗讷省，该省份为法国中东部省份，北起顺时针与索恩-卢瓦尔省、安省、里昂大都会、伊泽尔省和卢瓦尔省接壤。
与尼埃勒接壤的市镇（或旧市镇、城区）包括：圣日耳曼-叙拉尔布雷勒。
尼埃勒的时区为UTC+01:00、UTC+02:00（夏令时）。

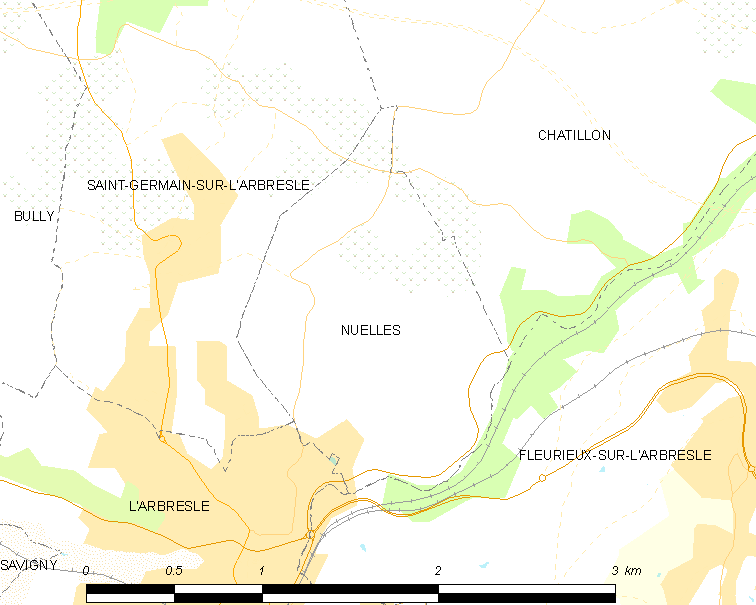
尼埃勒的OSM定位图

## 行政
尼埃勒的邮政编码为69210，INSEE市镇编码为69144。

## 人口

1962-2008年间尼埃勒人口变化图示

尼埃勒于2018年1月1日时的人口数量为691人。